# Stor-Räbben
Stor-Räbben este o arie protejată (arie specială de conservare — SAC, sit de importanță comunitară — SCI) din Suedia întinsă pe o suprafață de 4.183,4 ha, integral pe uscat.

## Localizare
Centrul sitului Stor-Räbben este situat la coordonatele 65°11′11″N 21°52′49″E / 65.1864°N 21.8803°E.

## Înființare
Situl Stor-Räbben a fost declarat sit de importanță comunitară în decembrie 1995 pentru a proteja 1 specie de plante și 1 specie de animale. Situl a fost protejat și ca arie specială de conservare în martie 2011.

## Biodiversitate
Situată în ecoregiunile boreală și marină baltică, aria protejată conține 15 habitate naturale: Păduri naturale în etape succesive primare ale suprafețelor emergente de coastă, Vegetație perenă pe țărmurile stâncoase, Pășuni de coastă din Baltica boreală, Taiga vestică, Dune împădurite din regiunile atlantică, continentală și boreală, Pajiști uscate europene, Mlaștini împădurite, Mlaștini turboase de tranziție și turbării mișcătoare, Bancuri de nisip acoperite în permanență slab de apă marină, Roci stâncoase cu vegetație pionieră de Sedo-Scleranthion sau Sedo albi-Veronicion dillenii, Ape oligotrofe din câmpii nisipoase, cu un conținut foarte redus de minerale (Littorelletalia uniflorae), Salicornia și alte specii anuale care populează regiunile mlăștinoase și nisipoase, Litoraluri nisipoase din Baltica boreală cu vegetație perenă, Recifuri, Insulițe și insule mici din Baltica boreală.
La baza desemnării sitului se află mai multe specii protejate:
- plante (1): Artemisia campestris subsp. bottnica
- mamifere (1): Halichoerus grypus